# 胡秦洁
胡秦洁，藏族，中华人民共和国政治人物、全国脱贫攻坚先进个人。

## 生平
2013年6月22日至28日，担任中央国家机关青年海北调研团临时团员，对青海省海北州开展基层调查工作。之后进入青海省财政厅，2017年，担任农业农村处一级主任科员，负责青海全省农牧地区扶贫财政审核工作。因在脱贫攻坚战中作出突出贡献，2021年2月25日全国脱贫攻坚总结表彰大会上，胡秦洁被授予“全国脱贫攻坚先进个人”。